# Paolo Negro
Pour les articles homonymes, voir Négro.
 (juin 2014).
Si vous disposez d'ouvrages ou d'articles de référence ou si vous connaissez des sites web de qualité traitant du thème abordé ici, merci de compléter l'article en donnant les références utiles à sa vérifiabilité et en les liant à la section « Notes et références ».
Paolo Negro est un footballeur italien et entraîneur, né le 16 avril 1972 à Arzignano. Il évoluait au poste de défenseur central ou défenseur latéral droit. 
Il a reçu 8 sélections en équipe d'Italie et a évolué pendant douze saisons à la Lazio, où il s'est construit un respectable palmarès.

## Palmarès
- Italie
  - 8 sélections et 0 but entre 1994 et 2000.
  - Finaliste de l'Euro 2000 (1 match disputé en phase de poules lors du tournoi)

- Lazio Rome
  - Champion d'Italie en 2000.
  - Vainqueur de la Coupe d'Italie en 1998, 2000 et 2004.
  - Vainqueur de la Supercoupe d'italie en 1998 et 2000.
  - Vainqueur de la Coupe des vainqueurs de coupe en 1999.
  - Vainqueur de la Supercoupe d'Europe en 1999.
  - Finaliste de la Coupe de l'UEFA en 1998.